# Альєпус
Альєпус (ісп. Allepuz) — муніципалітет в Іспанії, у складі автономної спільноти Арагон, у провінції Теруель. Населення — 133 особи (2010).
Муніципалітет розташований на відстані близько 250 км на схід від Мадрида, 36 км на північний схід від міста Теруель.

## Демографія
Динаміка населення (INE ):

## Галерея зображень

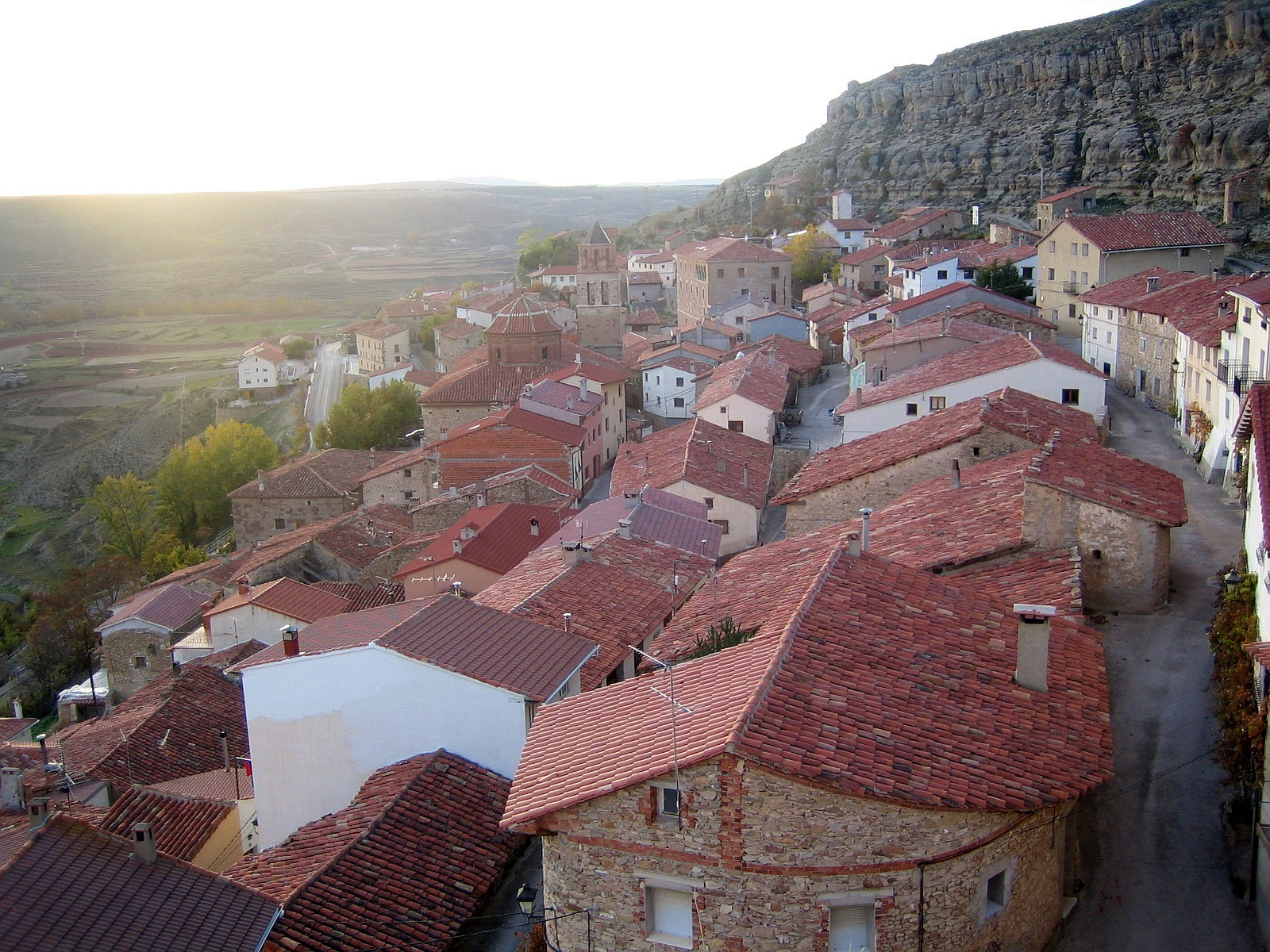
Панорама